# Command Performance (1937)
Command Performance é um filme de drama britânico de 1937, dirigido por Sinclair Hill e estrelado por Arthur Tracy, Lilli Palmer e Mark Daly. É baseado na peça de Stafford Dickens.

## Sinopse
Um cantor foge de um gerente e passa a morar com um grupo de ciganos.

## Elenco
- Arthur Tracy – Cantor de rua
- Lilli Palmer – Susan
- Mark Daly – Joe
- Rae Collett – Betty
- Finlay Currie
- Jack Melford – Repórter
- Stafford Hilliard – Sam
- Julian Vedey – Toni
- Phyllis Stanley – Olga